# Ontel OP-1
Ontel OP-1 (OP-1) је професионални рачунар фирме Ontel који је почео да се производи у Сједињеним Америчким Државама током 1975. године.
Користио је 8008 / 8080 / 8085 микропроцесорску јединицу а RAM меморија рачунара је имала капацитет од 16 / 32 / 48 / 64 KB (каснији модели су имали 256 KB опцију).

## Детаљни подаци
Детаљнији подаци о рачунару OP-1 су дати у табели испод.
|                       |                                                                                                |
| [ 1 ]                 |                                                                                                |
| Произвођач            |                                                                                                |
| Тип                   | професионални рачунар                                                                          |
| Меморија              | 16 / 32 / 48 / 64 (каснији модели су имали 256 опцију)                                         |
| Поријекло             | Сједињене Америчке Државе                                                                      |
| Година                | 1975                                                                                           |
| Тастатура             | одвојива QWERTY са много функцијских тастера                                                   |
| Процесор              |                                                                                                |
| Фреквенција процесора | 1 до 10                                                                                        |
| RAM                   | 16 / 32 / 48 / 64 (каснији модели су имали 256 опцију)                                         |
| ROM                   | 256 бајтова до 64 KB. Системски БИОС је био у само 256 бајтова ROM, довољно за boot са дискете |
| Текст                 | 80 знакова x 24 линија                                                                         |
| Графика               | нема                                                                                           |
| Боја                  | једна боја                                                                                     |
| Звук                  | програмибилни генератор звука                                                                  |
| Димензије             | Тежина зависна од конфигурације, све до 50 фунти                                               |
| Портови               |                                                                                                |
| Оперативни систем     |                                                                                                |